# Lessons in Love (chanson)
Pour les articles homonymes, voir Lessons in Love.
Singles de Level 42
Leaving Me Now
(1985) Running in the Family
(1987)
Lessons in Love est une chanson du groupe britannique Level 42 sortie en single le 14 avril 1986 chez Polydor. Il s'agit du premier extrait de l'album Running in the Family, sorti un an plus tard.
Lessons in Love est le plus important succès du groupe dans son pays d'origine, où il a atteint la troisième place du UK Singles Chart ainsi qu'au niveau international, se classant en tête des ventes dans plusieurs pays, dont l'Allemagne, l'Afrique du Sud, l'Espagne, la Finlande et la Suisse. C'est également l'un des rares singles du groupe à être entré dans le classement américain Billboard Hot 100, où il a atteint la 12e place en 1987. Il s'agit du premier des cinq singles tirés de leur album Running in the Family, et il a ouvert la voie au succès des autres singles de l'album. En 2012, le critique musical David Quantick décrit Lessons in Love dans le magazine Q comme « l'un des meilleurs singles des années 80 ».

## Contexte et composition
Selon le bassiste Mark King, Lessons in Love est née d'une mélodie provenant d'une séquence de clôture additionnelle pour l'interprétation en direct de la chanson Physical Presence (de l'album World Machine) sur l'émission The Tube (en) le 18 octobre 1985.
En décembre 1985, juste après Noël, King met au point une version approximative de la chanson à l'aide d'un enregistreur numérique Sony, comprenant un couplet, un refrain et un pont. En janvier suivant, il revoit les bandes avec le producteur et coscénariste Wally Badarou, qui juge le refrain original faible ; ce dernier réécrit donc le refrain de la chanson en tournant les accords du refrain et propose à Mark King une nouvelle ligne de chant. Quelques mois plus tard, début mars 1986, la chanson est enregistrée avec le groupe au studio Maison Rouge à Londres. Au total, elle comporte sept lignes de basse - trois synthés analogiques, deux synthés FM et deux basses électriques (une ligne au pouce et une ligne au doigt). Les synthétiseurs comprenaient un Synclavier, un Prophet-5, un Prophet-600, un Yamaha DX7 et un rack Yamaha TX816 - ils étaient tous synchronisés avec un contrôleur rythmique Doctor Click (en) de Garfield Electronics.
Lors de la 7e cérémonie des Brit Awards, le 9 février 1987, Level 42 interprète la chanson en direct.

## Liste des pistes
| A. | Lessons in Love  | 4:00 |
| B. | Hot Water (Live) | 6:14 |

| A.  | Lessons in Love (Extended Version) | 7:00 |
| B1. | World Machine                      | 5:15 |
| B2. | Hot Water (Live)                   | 6:14 |

## Crédits
Level 42
- Mark King – chant, basse
- Mike Lindup – claviers, chœurs
- Rowland “Boon” Gould – guitare
- Phil Gould – batterie

Musiciens additionnels
- Wally Badarou – claviers, chœurs
- Gary Barnacle – saxophone

Production
- Level 42 – production
- Wally Badarou – production
- Julian Mendelsohn – assistant de production, ingénieur du son, mixage
- Carlos Olms – mastérisation numérique
- Nicholas Froome – ingénieur du son
- Mike "Spike" Drake – technicien
- Kevin Metcalfe – mastérisation
- Eric Watson – photographie

Crédits adaptés du livret album.

## Classements et certifications
| Classement (1986-1987)                 | Meilleure position |
| -------------------------------------- | ------------------ |
| Afrique du Sud (Springbok Top 20)      | 1                  |
| Allemagne de l'Ouest (Media Control)   | 1                  |
| Australie (Kent Music Report)          | 65                 |
| Autriche (Ö3 Austria Top 40)           | 4                  |
| Belgique (Flandre Ultratop 50 Singles) | 3                  |
| Canada (RPM 100 Singles)               | 14                 |
| Espagne (AFYVE)                        | 1                  |
| États-Unis (Hot 100)                   | 12                 |
| États-Unis (Hot Dance Club Play)       | 12                 |
| États-Unis (Cash Box Top 100)          | 19                 |
| Europe (European Hot 100)              | 4                  |
| Finlande (Suomen virallinen lista)     | 1                  |
| France (SNEP)                          | 22                 |
| Irlande (IRMA)                         | 3                  |
| Italie (FIMI)                          | 2                  |
| Norvège (VG-lista)                     | 10                 |
| Nouvelle-Zélande (RMNZ)                | 18                 |
| Pays-Bas (Nederlandse Top 40)          | 2                  |
| Pays-Bas (Single Top 100)              | 2                  |
| Royaume-Uni (UK Singles Chart)         | 3                  |
| Suède (Sverigetopplistan)              | 2                  |
| Suisse (Schweizer Hitparade)           | 1                  |

| Classement (1986)                           | Position |
| ------------------------------------------- | -------- |
| Afrique du Sud (Springbok Top 20)           | 12       |
| Allemagne de l'Ouest (Media Control Charts) | 3        |
| Autriche (Ö3 Austria Top 40)                | 25       |
| Belgique (Ultratop 50 Flanders)             | 10       |
| Europe (European Hot 100)                   | 5        |
| Pays-Bas (Nederlandse Top 40)               | 6        |
| Pays-Bas (Single Top 100)                   | 15       |
| Royaume-Uni (UK Singles Chart)              | 25       |
| Suisse (Schweizer Hitparade)                | 3        |

| Classement (1987)    | Position |
| -------------------- | -------- |
| Canada (Top Singles) | 66       |

### Certifications
| Pays                                  | Certification | Unités certifiées |
| ------------------------------------- | ------------- | ----------------- |
| Canada (Music Canada)                 | Or            | 5 000^            |
| Pays-Bas (NVPI)                       | Or            | 75 000^           |
| Royaume-Uni (BPI)                     | Argent        | 250 000^          |
| ^Mise en rayon selon la certification |               |                   |